# Annapurna Pictures
Annapurna Pictures, LLC – amerykańska niezależna firma medialna z siedzibą w Los Angeles, zajmuje się produkcją oraz dystrybucją filmów, została założona 2 kwietnia 2011 roku przez producentkę filmową Megan Ellison. Firma ma swoje oddziały, Annapurna Television zajmującą się produkcją seriali telewizyjnych oraz Annapurna Interactive zajmującą się wydawaniem gier wideo.

## Filmografia
- 2012: Gangster
- 2012: Mistrz
- 2012: Zabić, jak to łatwo powiedzieć
- 2012: Wróg numer jeden
- 2013: Spring Breakers (dystrybucja)
- 2013: Wielki mistrz
- 2013: Ona
- 2013: American Hustle
- 2014: Foxcatcher
- 2015: Joy
- 2016: Każdy by chciał!!
- 2016: Jamnik
- 2016: Sausage Party
- 2016: Kobiety i XX wiek
- 2017: Outsiderka
- 2017: Detroit
- 2017: Nić widmo
- 2018: Bracia Sisters (produkcja i dystrybucja)
- 2018: Gdyby ulica Beale umiała mówić (dystrybucja)
- 2018: Ballada o Busterze Scruggsie
- 2018: Vice
- 2019: Praziomek
- 2019: Szkoła melanżu
- 2019: Gdzie jesteś, Bernadette?
- 2019: Ślicznotki
- 2019: Rany
- 2019: Gorący temat
- 2020: Kajillionaire
- 2023: Nimona